# Cyrtolabulus minoicus
Cyrtolabulus minoicus är en stekelart som beskrevs av Gusenleitner 2003. Cyrtolabulus minoicus ingår i släktet Cyrtolabulus och familjen Eumenidae. Inga underarter finns listade i Catalogue of Life.